# 甜蜜一日
〈甜蜜一日〉（英語：One Sweet Day）是美國女歌手瑪麗亞·凱莉和男子團體大人小孩雙拍檔共同合作演唱的歌曲，於1995年11月14日發行單曲。〈甜蜜一日〉是美國告示牌單曲榜第四首空降冠軍的單曲，並在榜首位置蟬連了16週，成為單曲榜史上冠軍週數第二長的冠軍曲，它在當代成人抒情榜也蟬連了16週榜首寶座。〈甜蜜一日〉為瑪麗亞·凱莉第10首全美冠軍單曲，這支單曲在美國銷售量突破400萬張，經RIAA認證為4白金單曲。

## 歌曲介紹

### 收錄專輯
〈甜蜜一日〉最早收錄於1995年瑪麗亞·凱莉的第五張個人錄音室專輯《夢遊仙境》（英語：Daydream）當中，是這張專輯推出的第二首單曲，第一首推出的單曲為〈夢幻〉（空降八週冠軍）。

### 單曲簡介
〈甜蜜一日〉由瑪麗亞·凱莉和黑人男子組合大人小孩雙拍檔共同創作與錄製，這首歌曲的創作靈感來自於1991年音樂製作人兼C+C Music Factory樂隊成員David Cole，以及瑪麗亞·凱莉心目中的「吉它傳奇」威豹樂隊（英語：Def Leppard）吉它手Steve Clark這兩位好友的去世。瑪麗亞·凱莉在和大人小孩雙拍檔討論合作事宜時，發現大人小孩雙拍檔已經為他們在巡迴演出時慘遭謀殺的樂隊經理寫了一份悼詞，於是，她再補上未完成的部分就完成了〈甜蜜一日〉這首歌。

### 商業成績
〈甜蜜一日〉在1995年12月2日進入單曲榜，首週直接打下惠妮·休斯頓的〈夢醒時分〉逕自登上冠軍寶座，成為告示牌史上第四首空降冠軍歌曲。〈甜蜜一日〉在榜首蟬連了16週冠軍，超越了1992年惠妮·休斯頓〈我将永远爱你〉和1994年大人小孩雙拍檔〈I'll Make Love to You〉各連續14週冠軍的紀錄，成為告示牌史上冠軍週數最長的歌曲，這個紀錄維持至2019年才被納斯小子與比利·雷·希拉的〈鄉城老街〉19週紀錄打破。〈甜蜜一日〉在榜內共待了27週。
〈甜蜜一日〉在全美單曲銷售超過200萬張成為雙白金單曲，但在1996年告示牌年終單曲榜輸給了〈瑪卡蓮娜〉而屈居第二名。
天后和天團合作的〈甜蜜一日〉在英國單曲榜成績不若美國榜亮眼，最高成績僅得到第6名。

## 樂壇紀錄
〈甜蜜一日〉讓大人小孩雙拍檔成為史上最成功的節奏藍調男子演唱團體之一，他們在告示牌單曲榜上就擁有3首超過10週冠軍的單曲，除了〈甜蜜一日〉外還有1992年的〈End Of The Road〉（13週）和1994年的〈I'll Make Love To You〉（14週）。
瑪麗亞·凱莉在1999年獲得《告示牌》1990年代最佳十年藝人，而〈甜蜜一日〉也成為1990年代最佳十年單曲。
2016年告示牌雜誌遴選「Greatest of All Time Hot 100 Singles」，〈甜蜜一日〉位居第35名。